# Pusztaottlaka
Pusztaottlaka è un comune dell'Ungheria di 471 abitanti (dati 2001) . È situato nella contea di Békés.